# Елина, Елена Генриховна
Елена Генриховна Елина (род. 9 февраля 1952, Саратов, Саратовская область) ― советский и российский литературовед, доктор филологических наук, проректор по учебно-методической работе Саратовского государственного университета имени Н. Г. Чернышевского (2007—2018), руководитель приоритетных проектов и программ Саратовского государственного университета имени Н. Г. Чернышевского (с 2018 года).

## Биография
Родилась 9 февраля 1952 года в Саратове Саратовской области. В 1969 году завершила обучение в 13 средней школе города Саратова.
В 1974 году успешно окончила обучение на филологическом факультета Саратовского государственного университета (СГУ). На протяжении шести лет работала учителем русского языка и литературы в средней общеобразовательной школе № 42, затем стала читать спецкурсы для школьников и учителей. Была избрана членом комиссии Министерства образования Саратовской области по присуждению золотых медалей, являлась членом комиссии по присвоению учителям высшей квалификационной категории.
В 1977 году успешно сдала вступительные экзамены в аспирантуру и в 1981 году в Ленинградском университете защитила диссертацию на соискание степени кандидат филологических наук, на тему: «Эпистолярные формы в сатире М. Е. Салтыкова-Щедрина», научным руководителем был профессор В. В. Прозоров. После защиты диссертации стала работать преподавателем на кафедре советской литературы, а в 1984 году продолжила свою педагогическую деятельность на вновь организованной кафедре истории критики и теории литературы (ныне кафедра именуется — «общего литературоведения и журналистики»).
С 1988 по 2007 год работала в должности заместителя декана по учебной работе факультета филологии и журналистики СГУ. В 1996 году успешно защитила диссертацию на соискание степени доктора филологических наук, на тему: «Литературная критика и общественное сознание в Советской России 1920-х годов». В январе 2007 года была избрана на должность заместителя проректора СГУ по учебной работе, а с 1 сентября 2007 года вступила в должность проректора по учебно-методической работе СГУ.
Активный участник научного сообщества. С 1998 по 2015 год являлась членом Совета по филологии УМО по классическому университетскому образованию. С 2015 года она является членом ФУМО «Языкознание и литературоведение». Участвовала в международных, всероссийских, университетских и факультетских научных конференциях: в СГУ имени Н. Г. Чернышевского, МГУ, ЛГУ, университетах Волгограда, Самары, Твери, Красноярска, Костромы, Ярославля, Грозного и других.
С 16 октября 2018 года стала работать руководителем приоритетных проектов и программ СГУ, профессором кафедры общего литературоведения и журналистики СГУ.

## Критика
Неоднократно подвергалась резкой критике за свою научную работу со стороны учёного сообщества. Так, многие учёные встретили враждебно учебник по Истории русской литературной критики под редакцией Елиной Е.Г., назвав его некачественным: "Ошибок в книге много, есть и непростительные для учебного издания: в числе основателей нью-йоркского “Нового журнала” в 1942 году почему-то оказался П. Флоренский, погибший на Соловках пятью годами раньше… Но для студентов издание, конечно, сгодится: лучше такой учебник, чем никакого (О.А. Коростелев)".  
В 2016 году, являясь проректором Саратовского университета и временно замещая обязанности ректора, угодила в громкий скандал, запретив студентам общаться с иностранцами, чем вызвала знаменитый комментарий пресс-секретаря Президента РФ Дмитрия Пескова ("Не могу в это поверить"), за что была подвергнута резкой критике учёного сообщества, а также бывших коллег и студентов.
Упоминается в книге Алексея Колобродова «Ректориада: хроники административного произвола (2003—2008)» (Саратов, «Наука», 2009 г.) как одна из главных виновниц коррупционного распада Саратовского университета.

## Личная жизнь
Замужем. Муж Фалькович Александр Савельевич..

## Награды
Заслуги отмечены званиями и наградами:
- Почётный работник высшего профессионального образования РФ (2009 г.);
- Почётная грамота Министерства образования и науки РФ (2009 г.);
- медаль «За особые заслуги перед Саратовским государственным университетом» в ознаменование 100-летия СГУ (2009 г.).

## Монографии и работы
- Елина Е.Г. Литературная критика и общественное сознание в Советской России 1920-х годов. Саратов, диссертация, 1994. 192 с.
- Елина Е.Г. Максим Горький в литературной судьбе Михаила Могилянского// Русская литература. Спб., 1997. №4. С. 160-163.
- Елина Е.Г. В.Б.Шкловский и современное литературоведение // Русская словесность. 2000.№3. С.68-70.
- Елина Е.Г. «Народная» поэзия на страницах Интернета//Литература и человек. Тверь,2007. С.85-91.
- Елина Е.Г. От девятьсот двадцатых к двухтысячным. Саратов, 2012.
- Елина Е.Г. М.Е. Салтыков-Щедрин в 1926 году // Щедринский сборник. Вып. 5. М.Е. Салтыков-Щедрин в контексте времени. М., 2016. С.301-310.
- Прозоров В.В., Елина Е.Г. Введение в литературоведение. Москва, 2017.